# Liste des Premiers ministres de la Zambie
Voici la liste des Premiers ministres de Zambie, de la création de ce poste le 25 août 1973 à son abrogation le 31 août 1991.
| Mandat                            | Nom               | Parti | Notes |
| --------------------------------- | ----------------- | ----- | ----- |
| Rhodésie du Nord                  |                   |       |       |
| 22 janvier 1964 - 12 octobre 1968 | Kenneth Kaunda    | UNIP  |       |
| République de Zambie              |                   |       |       |
| Fonction abolie                   |                   |       |       |
| 25 août 1973 - 27 mai 1975        | Mainza Chona      | UNIP  |       |
| 27 mai 1975 - 20 juillet 1977     | Elijah Mudenda    | UNIP  |       |
| 20 juillet 1977 - 15 juin 1978    | Mainza Chona      | UNIP  |       |
| 15 juin 1978 - 18 février 1981    | Daniel Lisulo     | UNIP  |       |
| 18 février 1981 - 24 avril 1985   | Nalumino Mundia   | UNIP  |       |
| 24 avril 1985 - 15 mars 1989      | Kebby Musokotwane | UNIP  |       |
| 15 mars 1989 - 31 août 1991       | Malimba Masheke   | UNIP  |       |
| Fonction abolie                   |                   |       |       |